# 黑豆飯

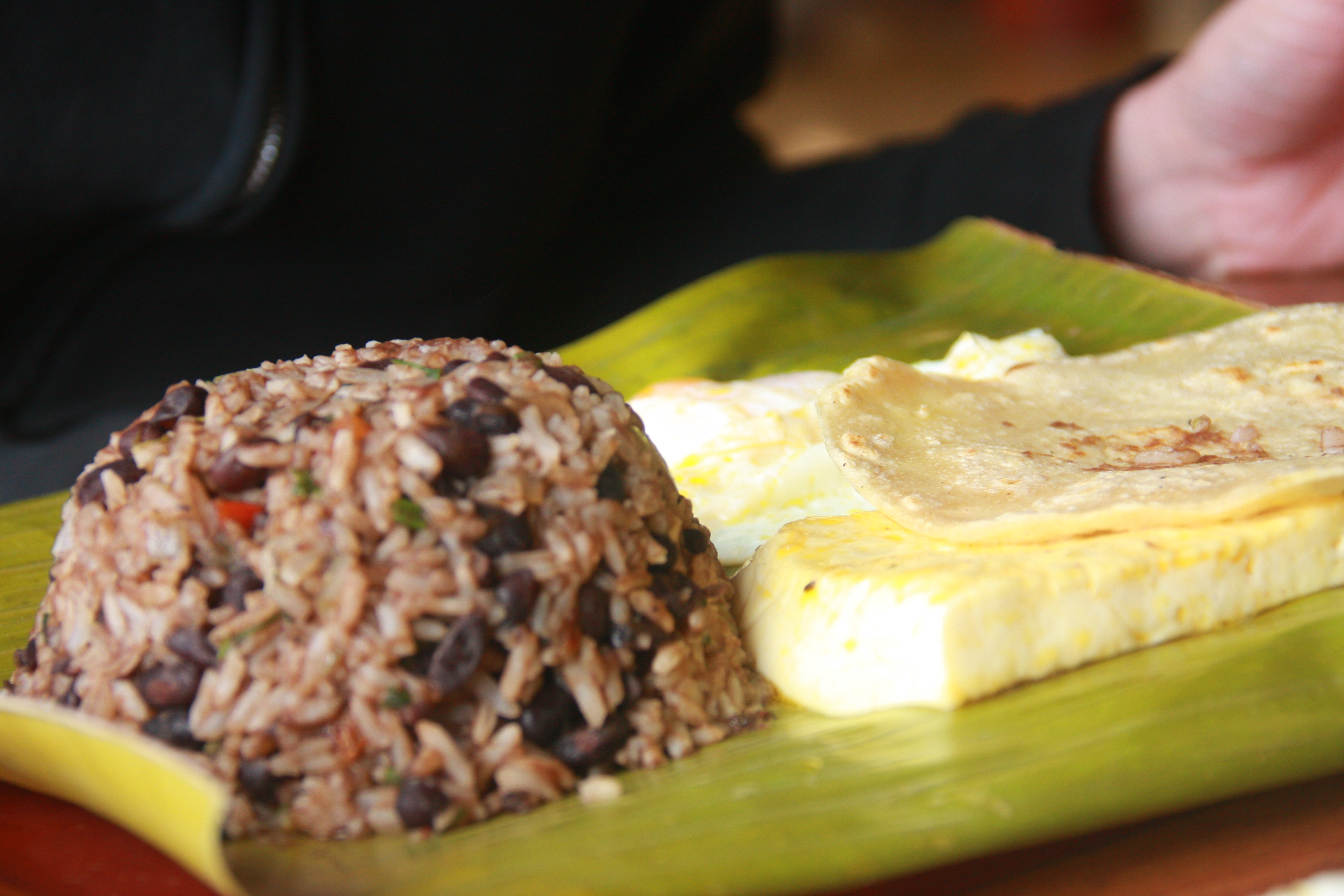
黑豆飯

黑豆飯（西班牙語：Gallo Pinto）是中美洲的傳統菜餚，最常見於哥斯達黎加和尼加拉瓜。由黑豆（也可使用紅豆）混合白米蒸煮而成，通常會再加上其他配菜。Gallo Pinto在西班牙語中意為“斑點的公雞”。據說這個名字起源於用黑豆或紅豆煮飯而產生的多色或有斑點的外觀。